# Завулон

Символ племені Завулона

Завулон (івр. זבולון,Звулун) — згідно з біблійними книгами Буття та Числа, один з дванадцяти синів патріарха Якова, родоначальник покоління Завулонового, що утворив плем'я Завулонове народу Ізраїля. Був десятим сином Якова та молодшим з шести дітей від його першої дружини Лії (Бут. 35:23).

## Нащадки Завулона
Яків зі своїм родом перебував у Ханаані аж до переселення у Єгипет в провінцію Гасем. У Єгипті вийшло від його синів 12 колін (племен) народу ізраїльського. Разом з Завулоном до Єгипту прибули також і його сини — Серед, Елон і Яхлеїл (Бут. 46:14). Нащадки Завулона у Єгипті утворили Завулонове коліно, яке при виході євреїв з Єгипту склало 57 тис. дорослих, чоловіків здатних носити зброю (Чис. 1:30-31). Мойсей благословив коліно Завулона «Радій, Завулоне, як будеш виходити, і ти, Іссахаре, у наметах своїх! Вони кличуть народи на гори, приносять там праведні жертви, бо будуть вони споживати достаток морський та скарби, зариті в піску.» (Повт. 33:18-19). При займанні Ханаану після повернення з Єгипту, коліну Завулона була відведена північно-західна частина країни, між Тиверіадським озером і Середземним морем. До числа його міст належали Назарет і Кана Галилейська.
У пісні Девори (Суд. 5), що належить до найдавніших частин Старого Завіту, говориться, що прийшли «…від Завулона оті, хто веде пером писаря», і також що «Завулон — народ, що прирік свою душу на смерть» (Суд 5:14-18). У сучасних дослідженнях висловлюється припущення, згідно з яким об'єднання Завулона та Іссахара (Іссахар син якого, згідно з Книгою Буття, Лія народила, купивши право на ніч з Яковом у Рахелі за мандрагорові плоди, (Бут. 30:15-16)) відображало реальне розселення відповідних племінних груп.

Із завоюванням Ізраїльського царства асирійцями у 733 році до н. е. були зруйновані володіння Завулона, хоча назва території збереглася і до часів Нового Завіту. Як описують євангелісти (Мт. 4:13-16) із приходом Ісуса Христа на цю територію збулося пророцтво Ісаї: 